# Johnny McDowell
John McDowell (29 de janeiro de 1915 – 8 de junho de 1952) foi um automobilista norte-americano que esteve em quatro 500 Milhas de Indianápolis (três quando a prova fazia parte do calendário da Fórmula 1 de 1950 até 1960): 1949, 1950, 1951 e 1952. 